# Тиму, Барбара
Барбара Тиму (10 марта 1991 года) — португальская дзюдоистка. Призёр чемпионатов мира 2019 и 2022 годов, Европейских и игр в Минске и Европы 2021 года.

## Биография
Родилась в 1991 году.
Барбара Тиму стала серебряной призёркой командного турнира Европейских игр 2019 года, которые проходили в Минске.
На предолимпийском чемпионате мира 2019 года, который проходил в Токио, завоевала серебряную медаль,уступив в поединке за чемпионский титул французской спортсменке Мари-Ив Гайе. 
В апреле 2021 года на чемпионате Европы, который проходил в португальском Лиссабоне, Барбара завоевала бронзовую медаль в весовой категории до 70 кг, в последнем поединке одолев хорватскую спортсменку Лару Цветко.